# 百万遍念仏
百万遍念仏（ひゃくまんべんねんぶつ）とは、自身の往生、故人への追善、各種の祈祷を目的として念仏を百万回唱えること。
本来は、個人が念仏を7日間（もしくは10日間）のうちに100万回唱えることで目的が成就されるとされている。ただし、複数の人間が同時同音で念仏を唱えることによって互いの念仏の功徳を融通することが出来るとする考え方もある（例えば、10人が10万回の念仏を同時に唱えることが出来れば、10×10万＝100万となり100万回念仏を唱えたのと同じ効果があるとするものである。→融通念仏）。また、念仏の際に数取りのために大型の数珠をこすり合わせながら行う場合もある（複数で行う場合には数珠も揃える必要がある）。この際に用いられる数珠を百万遍数珠（ひゃくまんべんじゅず）と呼ぶ場合がある。
百万遍念仏と極楽往生を結びつけた最初の人物は唐の迦才であると言われている（『浄土論』）。日本にも平安時代に伝来され、浄土教の流行とともに盛んになった。元弘元年（1331年）、後醍醐天皇の命を受けた善阿が7日間にわたって百万遍念仏を行って達成させ、疫病を鎮めたとされている。彼が居住した知恩寺の別名「百万遍」はその時の褒賞として授けられた寺号である。室町時代から戦国時代にかけて宮中から地方の村々の間にまで百万遍念仏が広まり、宮中では1・5・9月の16日に行われることになっていた。伏見宮貞成親王は日記『看聞日記』の中で百万遍念仏の目的を「過去追善 現在祈祷」と端的に記している。
今日でも日本の寺院や地域の間において、鎮魂・追善・豊穣・除災などを目的として百万遍念仏を行うことがある。